# Yasuyuki Konno
Yasuyuki Konno (今野 泰幸?, Konno Yasuyuki; Taihaku-ku, 25 gennaio 1983) è un calciatore giapponese, centrocampista o difensore del Nankatsu SC.
Giocatore apprezzatissimo in Giappone e poco conosciuto all'estero che con la nazionale giapponese si è laureato campione d'Asia nel 2011.
Ha giocato al Consadole Sapporo prima di passare all'FC Tokyo, squadra in cui dalla stagione 2005 è stato titolare inamovibile e con cui ha conquistato, in otto anni di militanza, due coppe Yamazaki Nabisco (2004, 2009) e una coppa dell'Imperatore (2011), entrambi trofei conquistati tra il 2014 e il 2015 anche durante la sua successiva permanenza al Gamba Osaka, club a cui si è legato dal 2012 al 2019, con cui ha vinto il suo primo e unico campionato di J1 League nel 2014; nelle categorie minori vanta tre vittorie di J2 League, il campionato di seconda serie nipponico, negli anni 2011, 2014 e 2021 rispettivamente con la maglia dell'FC Tokyo, del Gamba Osaka e del Júbilo Iwata. Dal 2022 gioca nel Nankatsu SC, squadra regionale del Kantō ispirata al celebre manga di Holly e Benji e gestita dal suo autore, Yōichi Takahashi.
Dopo aver vestito la maglia dei Samurai Blu in molte nazionali giovanili, tra cui l'Under-20, l'Under-23 e la nazionale olimpica, debutta in nazionale maggiore il 3 agosto 2005, nel pareggio per 2-2 contro la Cina in Coppa dell'Asia orientale. Con la nazionale giapponese prende parte a tre Coppe d'Asia (2007, 2011 e 2015), a due Mondiali (2010 e 2014) e ad una Confederations Cup nel 2013.
A livello individuale, con le sue 93 presenze è il tredicesimo giocatore della nazionale giapponese più presente di sempre, record che all'FC Tokyo occupa la sesta posizione con 311 gettoni.

## Biografia
Dal 2009 è sposato con Kyōko Hirokawa, da cui ha avuto un figlio nato il 23 agosto 2011.

## Caratteristiche tecniche
La dote che spicca maggiormente in lui è la sua duttilità: infatti è in grado di ricoprire tutta la linea difensiva e tutta la zona centrale del centrocampo; dunque può essere impiegato come difensore centrale, terzino, mediano oppure come centrocampista centrale. Inoltre è abile nei contrasti, talvolta anche molto aggressivi. È bravo nei passaggi filtranti e, soprattutto quando gioca a metà campo, ha un buon senso del gol (particolarmente di testa). Molto spesso ai tempi del Gamba Osaka ha fatto coppia a centrocampo con il più esperto e tecnico Yasuhito Endō.

## Carriera

### Consadole Sapporo
Nel 2001 va a giocare nel Consadole Sapporo, squadra che militava inizialmente nella Japan League 1, ma che nel 2003 retrocede in seconda divisione giapponese. Debutta con i colori del Consadole, il 7 aprile 2001, in una partita di campionato contro il Tokyo Verdy. Dopo due anni egli lascia la squadra principale dell’isola di Hokkaidō, dopo aver collezionato complessivamente 70 presenze e 3 gol.

### FC Tokyo

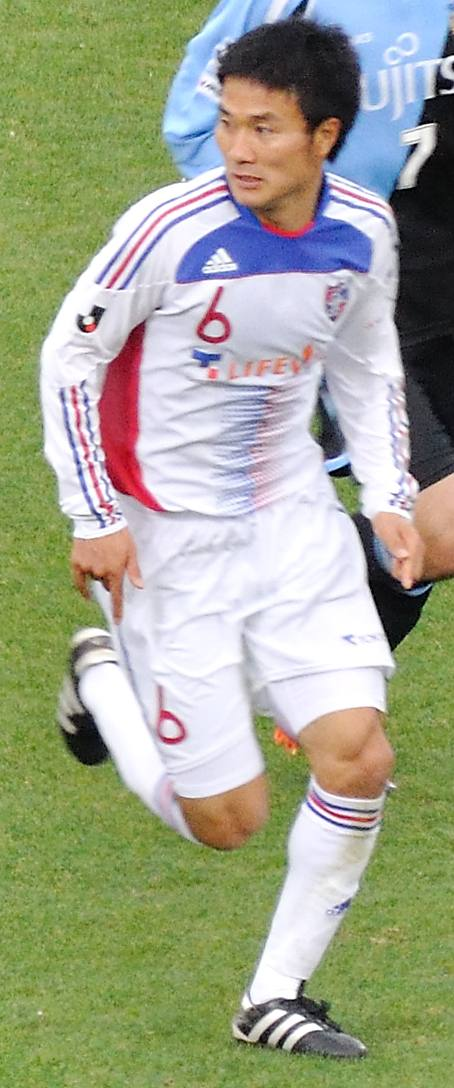
Yasuyuki Konno all'FC Tokyo nel 2010

Nel 2004 si trasferisce all'FC Tokyo con il difficile compito di sostituire Amaral, non tanto nel ruolo, ma nella leadership sul terreno di gioco. Nella capitale, passa una parte importante della propria carriera, dove agiva prevalentemente come difensore centrale, ruolo che occupava anche in Nazionale, ma, quando la situazione tattica durante la partita lo richiedeva, si destreggiava molto bene come mediano di rottura. Divenuto subito uno dei titolari della squadra (accoppiato in difesa centrale molto spesso con il suo futuro compagno di nazionale Masato Morishige), con la casacca dell'FC Tokyo ha vinto diverse coppe nazionali, ma nel 2011 è costretto a giocare in seconda lega nipponica, poiché il team di Tokyo è stato retrocesso. Dopo 8 anni, nel 2012, lascia l'FC Tokyo e va al Gamba Osaka.

### Gamba Osaka
Al primo gennaio 2012 si trasferisce al Gamba Osaka per 1,7 milioni di Euro e un milione di Euro di riscatto. Con il Gamba Osaka, nel 2014, vince il campionato della prima divisione giapponese e la Coppa Yamazaki Nabisco.

### Júbilo Iwata
Il 17 luglio 2019 viene annunciato il suo trasferimento al Júbilo Iwata.

### Nazionale
Ha fatto il suo esordio in Nazionale contro la Cina il 3 agosto 2005.
Nel 2004 ha fatto parte della rappresentativa Under-23 giapponese che ha partecipato al torneo di calcio ai Giochi della XXVIII Olimpiade, uscendo al primo turno dopo aver terminato al quarto posto dietro Paraguay, Italia e Ghana.

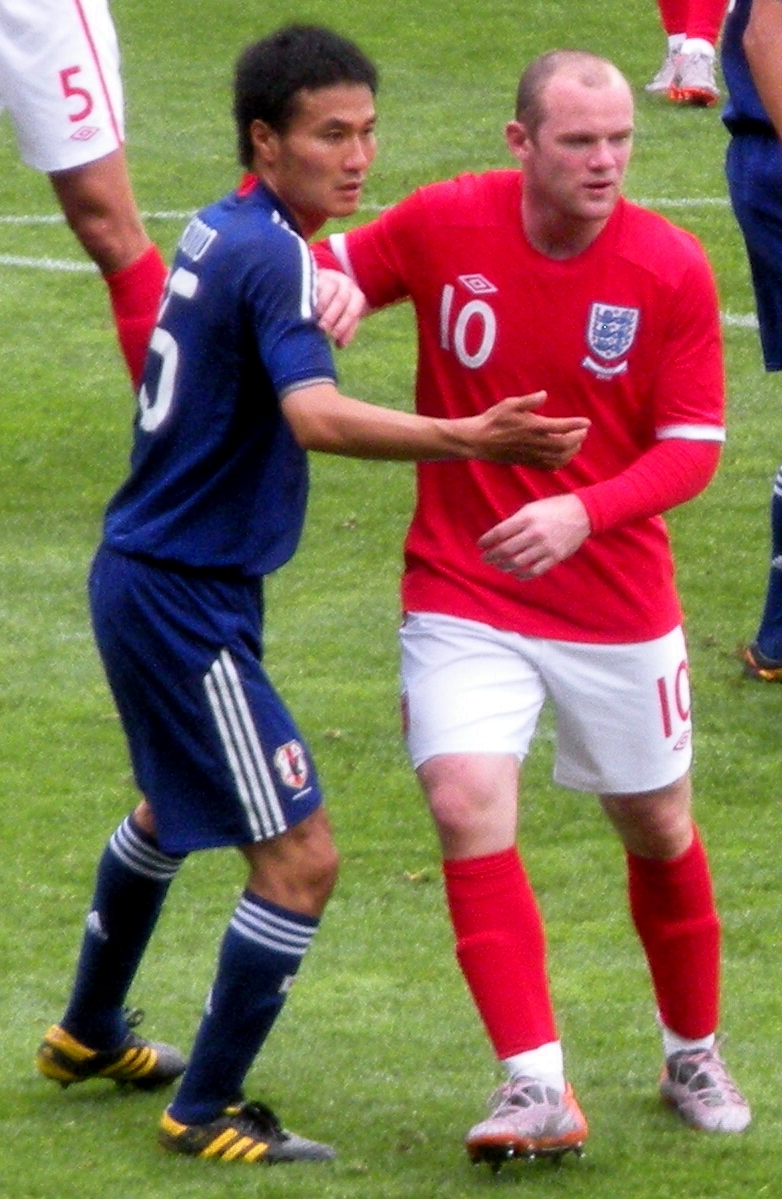
Yasuyuki Konno (a sinistra) con la maglia nipponica marca Wayne Rooney durante un’amichevole contro l'Inghilterra nel 2010

Ha partecipato ai Mondiali in Sudafrica del 2010, giocando solo per 2 minuti contro la Danimarca, sostituendo l'attaccante Yoshito Ōkubo. Quella partita è finita 3-1 in favore dei nipponici.
Ha realizzato il tiro dal dischetto decisivo, contro la Corea del Sud che porta lui e i suoi compagni in finale, contro l'Australia, nella Coppa d'Asia del 2011.
L'11 novembre 2011 fa il suo primo gol, contro il Tagikistan, partita finita 4-0 per i Samurai Blue.
È stato convocato dal CT italiano Alberto Zaccheroni per i Mondiali 2014, giocati in Brasile. Disputa 2 partite: contro la Grecia e la Colombia.
Con 93 partite disputate è il tredicesimo giocatore con più presenze nella Nazionale giapponese. Inoltre vanta in totale anche quattro reti.

## Statistiche

### Cronologia presenze e reti in nazionale
| Cronologia completa delle presenze e delle reti in nazionale ― Giappone | Cronologia completa delle presenze e delle reti in nazionale ― Giappone | Cronologia completa delle presenze e delle reti in nazionale ― Giappone | Cronologia completa delle presenze e delle reti in nazionale ― Giappone | Cronologia completa delle presenze e delle reti in nazionale ― Giappone | Cronologia completa delle presenze e delle reti in nazionale ― Giappone | Cronologia completa delle presenze e delle reti in nazionale ― Giappone | Cronologia completa delle presenze e delle reti in nazionale ― Giappone |
| Data                                                                    | Città                                                                   | In casa                                                                 | Risultato                                                               | Ospiti                                                                  | Competizione                                                            | Reti                                                                    | Note                                                                    |
| ----------------------------------------------------------------------- | ----------------------------------------------------------------------- | ----------------------------------------------------------------------- | ----------------------------------------------------------------------- | ----------------------------------------------------------------------- | ----------------------------------------------------------------------- | ----------------------------------------------------------------------- | ----------------------------------------------------------------------- |
| 3-8-2005                                                                | Daejeon                                                                 | Giappone                                                                | 2 – 2                                                                   | Cina                                                                    | Coppa dell'Asia orientale 2005                                          | -                                                                       |                                                                         |
| 7-8-2005                                                                | Taegu                                                                   | Corea del Sud                                                           | 0 – 1                                                                   | Giappone                                                                | Coppa dell'Asia orientale 2005                                          | -                                                                       |                                                                         |
| 17-8-2005                                                               | Yokohama                                                                | Giappone                                                                | 2 – 1                                                                   | Iran                                                                    | Qual. Mondiali 2006                                                     | -                                                                       | 84’                                                                     |
| 4-10-2006                                                               | Yokohama                                                                | Giappone                                                                | 0 – 1                                                                   | Ghana                                                                   | Amichevole                                                              | -                                                                       |                                                                         |
| 11-10-2006                                                              | Bangalore                                                               | India                                                                   | 0 – 3                                                                   | Giappone                                                                | Qual. Coppa d'Asia 2007                                                 | -                                                                       |                                                                         |
| 15-10-2006                                                              | Sapporo                                                                 | Giappone                                                                | 3 – 1                                                                   | Arabia Saudita                                                          | Qual. Coppa d'Asia 2007                                                 | -                                                                       |                                                                         |
| 1-6-2007                                                                | Shizuoka                                                                | Giappone                                                                | 2 – 0                                                                   | Montenegro                                                              | Amichevole                                                              | -                                                                       | 80’                                                                     |
| 5-6-2007                                                                | Saitama                                                                 | Giappone                                                                | 0 – 0                                                                   | Colombia                                                                | Amichevole                                                              | -                                                                       | 46’                                                                     |
| 9-7-2007                                                                | Hanoi                                                                   | Giappone                                                                | 1 – 1                                                                   | Qatar                                                                   | Coppa d'Asia 2007 - 1º turno                                            | -                                                                       |                                                                         |
| 13-7-2007                                                               | Hanoi                                                                   | Emirati Arabi Uniti                                                     | 1 – 3                                                                   | Giappone                                                                | Coppa d'Asia 2007 - 1º turno                                            | -                                                                       | 77’                                                                     |
| 21-7-2007                                                               | Hanoi                                                                   | Giappone                                                                | 1 – 1 dts (4 – 3 dtr)                                                   | Australia                                                               | Coppa d'Asia 2007 - Quarti di finale                                    | -                                                                       | 58’                                                                     |
| 22-8-2007                                                               | Oita                                                                    | Giappone                                                                | 2 – 0                                                                   | Camerun                                                                 | Amichevole                                                              | -                                                                       | 46’                                                                     |
| 7-9-2007                                                                | Klagenfurt                                                              | Austria                                                                 | 0 – 0 (4 – 3 dtr)                                                       | Giappone                                                                | Amichevole                                                              | -                                                                       | 89’                                                                     |
| 17-10-2007                                                              | Osaka                                                                   | Giappone                                                                | 4 – 1                                                                   | Egitto                                                                  | AFC Challenge Cup                                                       | -                                                                       | 73’                                                                     |
| 30-1-2008                                                               | Shizuoka                                                                | Giappone                                                                | 3 – 0                                                                   | Bosnia ed Erzegovina                                                    | Amichevole                                                              | -                                                                       | 78’                                                                     |
| 20-2-2008                                                               | Chongqing                                                               | Cina                                                                    | 0 – 1                                                                   | Giappone                                                                | Coppa dell'Asia orientale 2008                                          | -                                                                       |                                                                         |
| 23-2-2008                                                               | Chongqing                                                               | Giappone                                                                | 1 – 1                                                                   | Corea del Sud                                                           | Coppa dell'Asia orientale 2008                                          | -                                                                       |                                                                         |
| 26-3-2008                                                               | Manama                                                                  | Bahrein                                                                 | 1 – 0                                                                   | Giappone                                                                | Qual. Mondiali 2010                                                     | -                                                                       |                                                                         |
| 24-5-2008                                                               | Toyota                                                                  | Giappone                                                                | 1 – 0                                                                   | Costa d'Avorio                                                          | Amichevole                                                              | -                                                                       |                                                                         |
| 27-5-2008                                                               | Saitama                                                                 | Giappone                                                                | 0 – 0                                                                   | Paraguay                                                                | Amichevole                                                              | -                                                                       | 85’                                                                     |
| 2-6-2008                                                                | Yokohama                                                                | Giappone                                                                | 3 – 0                                                                   | Oman                                                                    | Qual. Mondiali 2010                                                     | -                                                                       | 83’                                                                     |
| 7-6-2008                                                                | Mascate                                                                 | Oman                                                                    | 1 – 1                                                                   | Giappone                                                                | Qual. Mondiali 2010                                                     | -                                                                       | 89’                                                                     |
| 14-6-2008                                                               | Bangkok                                                                 | Thailandia                                                              | 0 – 3                                                                   | Giappone                                                                | Qual. Mondiali 2010                                                     | -                                                                       | 82’                                                                     |
| 22-6-2008                                                               | Saitama                                                                 | Giappone                                                                | 1 – 0                                                                   | Bahrein                                                                 | Qual. Mondiali 2010                                                     | -                                                                       | 73’                                                                     |
| 27-5-2008                                                               | Manama                                                                  | Bahrein                                                                 | 2 – 3                                                                   | Giappone                                                                | Qual. Mondiali 2010                                                     | -                                                                       | 84’                                                                     |
| 13-11-2008                                                              | Kobe                                                                    | Giappone                                                                | 3 – 1                                                                   | Siria                                                                   | Amichevole                                                              | -                                                                       | 46’                                                                     |
| 4-2-2009                                                                | Tokyo                                                                   | Giappone                                                                | 5 – 1                                                                   | Finlandia                                                               | Amichevole                                                              | -                                                                       | 77’                                                                     |
| 27-5-2009                                                               | Osaka                                                                   | Giappone                                                                | 4 – 0                                                                   | Cile                                                                    | Amichevole                                                              | -                                                                       |                                                                         |
| 10-6-2009                                                               | Yokohama                                                                | Giappone                                                                | 1 – 1                                                                   | Qatar                                                                   | Qual. Mondiali 2010                                                     | -                                                                       |                                                                         |
| 17-6-2009                                                               | Melbourne                                                               | Australia                                                               | 2 – 1                                                                   | Giappone                                                                | Qual. Mondiali 2010                                                     | -                                                                       |                                                                         |
| 10-10-2009                                                              | Yokohama                                                                | Giappone                                                                | 2 – 0                                                                   | Scozia                                                                  | Amichevole                                                              | -                                                                       |                                                                         |
| 14-10-2009                                                              | Rifu                                                                    | Giappone                                                                | 5 – 0                                                                   | Togo                                                                    | Amichevole                                                              | -                                                                       | 69’                                                                     |
| 14-11-2009                                                              | Port Elizabeth                                                          | Sudafrica                                                               | 0 – 0                                                                   | Giappone                                                                | Amichevole                                                              | -                                                                       | 80’                                                                     |
| 11-2-2010                                                               | Tokyo                                                                   | Giappone                                                                | 3 – 0                                                                   | Hong Kong                                                               | Coppa dell'Asia orientale 2010                                          | -                                                                       | 46’                                                                     |
| 24-5-2010                                                               | Saitama                                                                 | Giappone                                                                | 0 – 2                                                                   | Corea del Sud                                                           | Amichevole                                                              | -                                                                       |                                                                         |
| 30-5-2010                                                               | Graz                                                                    | Giappone                                                                | 1 – 2                                                                   | Inghilterra                                                             | Amichevole                                                              | -                                                                       |                                                                         |
| 4-6-2010                                                                | Sion                                                                    | Giappone                                                                | 0 – 2                                                                   | Costa d'Avorio                                                          | Amichevole                                                              | -                                                                       | 67’                                                                     |
| 24-6-2010                                                               | Rustenburg                                                              | Danimarca                                                               | 1 – 3                                                                   | Giappone                                                                | Mondiali 2010 - 1º turno                                                | -                                                                       | 88’                                                                     |
| 8-10-2010                                                               | Saitama                                                                 | Giappone                                                                | 1 – 0                                                                   | Argentina                                                               | Amichevole                                                              | -                                                                       |                                                                         |
| 12-10-2010                                                              | Seul                                                                    | Corea del Sud                                                           | 0 – 0                                                                   | Giappone                                                                | Amichevole                                                              | -                                                                       |                                                                         |
| 9-1-2011                                                                | Doha                                                                    | Giappone                                                                | 1 – 1                                                                   | Giordania                                                               | Coppa d'Asia 2011 - 1º turno                                            | -                                                                       |                                                                         |
| 13-1-2011                                                               | Doha                                                                    | Siria                                                                   | 1 – 2                                                                   | Giappone                                                                | Coppa d'Asia 2011 - 1º turno                                            | -                                                                       |                                                                         |
| 17-1-2011                                                               | Al Rayyan                                                               | Giappone                                                                | 5 – 0                                                                   | Arabia Saudita                                                          | Coppa d'Asia 2011 - 1º turno                                            | -                                                                       |                                                                         |
| 21-1-2011                                                               | Doha                                                                    | Giappone                                                                | 3 – 2                                                                   | Qatar                                                                   | Coppa d'Asia 2011 - Quarti di finale                                    | -                                                                       |                                                                         |
| 25-1-2011                                                               | Doha                                                                    | Giappone                                                                | 2 – 2 dts (3 – 0 dtr)                                                   | Corea del Sud                                                           | Coppa d'Asia 2011 - Semifinale                                          | -                                                                       |                                                                         |
| 29-1-2011                                                               | Doha                                                                    | Australia                                                               | 0 – 1 dts                                                               | Giappone                                                                | Coppa d'Asia 2011 - Finale                                              | -                                                                       | 4º titolo                                                               |
| 1-6-2011                                                                | Niigata                                                                 | Giappone                                                                | 0 – 0                                                                   | Perù                                                                    | Amichevole                                                              | -                                                                       |                                                                         |
| 7-6-2011                                                                | Yokohama                                                                | Giappone                                                                | 0 – 0                                                                   | Rep. Ceca                                                               | Amichevole                                                              | -                                                                       |                                                                         |
| 10-8-2011                                                               | Sapporo                                                                 | Giappone                                                                | 3 – 0                                                                   | Corea del Sud                                                           | Amichevole                                                              | -                                                                       |                                                                         |
| 2-9-2011                                                                | Saitama                                                                 | Giappone                                                                | 1 – 0                                                                   | Corea del Nord                                                          | Qual. Mondiali 2014                                                     | -                                                                       |                                                                         |
| 6-9-2011                                                                | Tashkent                                                                | Uzbekistan                                                              | 1 – 1                                                                   | Giappone                                                                | Qual. Mondiali 2014                                                     | -                                                                       |                                                                         |
| 7-10-2011                                                               | Kobe                                                                    | Giappone                                                                | 1 – 0                                                                   | Vietnam                                                                 | Amichevole                                                              | -                                                                       |                                                                         |
| 11-10-2011                                                              | Osaka                                                                   | Giappone                                                                | 8 – 0                                                                   | Tagikistan                                                              | Qual. Mondiali 2014                                                     | -                                                                       | 72’                                                                     |
| 11-11-2011                                                              | Dushanbe                                                                | Tagikistan                                                              | 0 – 4                                                                   | Giappone                                                                | Qual. Mondiali 2014                                                     | 1                                                                       |                                                                         |
| 15-11-2011                                                              | Pyongyang                                                               | Corea del Nord                                                          | 1 – 0                                                                   | Giappone                                                                | Qual. Mondiali 2014                                                     | -                                                                       |                                                                         |
| 24-2-2012                                                               | Osaka                                                                   | Giappone                                                                | 3 – 1                                                                   | Islanda                                                                 | Amichevole                                                              | -                                                                       | 82’                                                                     |
| 29-2-2012                                                               | Toyota                                                                  | Giappone                                                                | 0 – 1                                                                   | Uzbekistan                                                              | Qual. Mondiali 2014                                                     | -                                                                       |                                                                         |
| 3-6-2012                                                                | Saitama                                                                 | Giappone                                                                | 3 – 0                                                                   | Oman                                                                    | Qual. Mondiali 2014                                                     | -                                                                       |                                                                         |
| 8-6-2012                                                                | Saitama                                                                 | Giappone                                                                | 6 – 0                                                                   | Giordania                                                               | Qual. Mondiali 2014                                                     | -                                                                       | 72’                                                                     |
| 12-6-2012                                                               | Brisbane                                                                | Australia                                                               | 1 – 1                                                                   | Giappone                                                                | Qual. Mondiali 2014                                                     | -                                                                       | 29’                                                                     |
| 12-10-2012                                                              | Saint-Denis                                                             | Francia                                                                 | 0 – 1                                                                   | Giappone                                                                | Amichevole                                                              | -                                                                       |                                                                         |
| 16-10-2012                                                              | Breslavia                                                               | Giappone                                                                | 0 – 4                                                                   | Brasile                                                                 | Amichevole                                                              | -                                                                       |                                                                         |
| 14-11-2012                                                              | Mascate                                                                 | Oman                                                                    | 1 – 2                                                                   | Giappone                                                                | Qual. Mondiali 2014                                                     | -                                                                       |                                                                         |
| 6-2-2013                                                                | Kōbe                                                                    | Giappone                                                                | 3 – 0                                                                   | Lettonia                                                                | Amichevole                                                              | -                                                                       | 66’                                                                     |
| 26-3-2013                                                               | Amman                                                                   | Giordania                                                               | 2 – 1                                                                   | Giappone                                                                | Qual. Mondiali 2014                                                     | -                                                                       |                                                                         |
| 30-5-2013                                                               | Toyota                                                                  | Giappone                                                                | 0 – 2                                                                   | Bulgaria                                                                | Amichevole                                                              | -                                                                       |                                                                         |
| 4-6-2013                                                                | Saitama                                                                 | Giappone                                                                | 1 – 1                                                                   | Australia                                                               | Qual. Mondiali 2014                                                     | -                                                                       |                                                                         |
| 11-6-2013                                                               | Doha                                                                    | Iraq                                                                    | 0 – 1                                                                   | Giappone                                                                | Qual. Mondiali 2014                                                     | -                                                                       |                                                                         |
| 15-6-2013                                                               | Brasilia                                                                | Brasile                                                                 | 3 – 0                                                                   | Giappone                                                                | Conf. Cup 2013 - 1º turno                                               | -                                                                       |                                                                         |
| 19-6-2013                                                               | Recife                                                                  | Italia                                                                  | 4 – 3                                                                   | Giappone                                                                | Conf. Cup 2013 - 1º turno                                               | -                                                                       | 90’                                                                     |
| 22-6-2013                                                               | Belo Horizonte                                                          | Giappone                                                                | 1 – 2                                                                   | Messico                                                                 | Conf. Cup 2013 - 1º turno                                               | -                                                                       |                                                                         |
| 14-8-2013                                                               | Rifu                                                                    | Giappone                                                                | 2 – 4                                                                   | Uruguay                                                                 | Amichevole                                                              | -                                                                       |                                                                         |
| 6-9-2013                                                                | Osaka                                                                   | Giappone                                                                | 3 – 0                                                                   | Guatemala                                                               | Amichevole                                                              | -                                                                       | 75’                                                                     |
| 10-9-2013                                                               | Yokohama                                                                | Giappone                                                                | 3 – 1                                                                   | Ghana                                                                   | Amichevole                                                              | -                                                                       |                                                                         |
| 11-10-2013                                                              | Novi Sad                                                                | Serbia                                                                  | 2 – 0                                                                   | Giappone                                                                | Amichevole                                                              | -                                                                       |                                                                         |
| 15-10-2013                                                              | Žodzina                                                                 | Bielorussia                                                             | 1 – 0                                                                   | Giappone                                                                | Amichevole                                                              | -                                                                       | 26’                                                                     |
| 16-11-2013                                                              | Genk                                                                    | Giappone                                                                | 2 – 2                                                                   | Paesi Bassi                                                             | Amichevole                                                              | -                                                                       | 81’                                                                     |
| 19-11-2013                                                              | Bruxelles                                                               | Belgio                                                                  | 2 – 3                                                                   | Giappone                                                                | Amichevole                                                              | -                                                                       | 86’                                                                     |
| 27-5-2014                                                               | Saitama                                                                 | Giappone                                                                | 1 – 0                                                                   | Cipro                                                                   | Amichevole                                                              | -                                                                       | 46’                                                                     |
| 3-6-2014                                                                | Tampa                                                                   | Costa Rica                                                              | 1 – 3                                                                   | Giappone                                                                | Amichevole                                                              | -                                                                       | 39’ 61’                                                                 |
| 7-6-2014                                                                | Tampa                                                                   | Giappone                                                                | 4 – 3                                                                   | Zambia                                                                  | Amichevole                                                              | -                                                                       | 60’                                                                     |
| 20-06-2014                                                              | Ceará-Mirim                                                             | Giappone                                                                | 0 – 0                                                                   | Grecia                                                                  | Mondiali 2014 - 1º turno                                                | -                                                                       |                                                                         |
| 24-06-2014                                                              | Cuiabá                                                                  | Giappone                                                                | 1 – 4                                                                   | Colombia                                                                | Mondiali 2014 - 1º turno                                                | -                                                                       | 16’                                                                     |
| 18-11-2014                                                              | Osaka                                                                   | Giappone                                                                | 2 – 1                                                                   | Australia                                                               | Amichevole                                                              | 1                                                                       | 46’                                                                     |
| 27-3-2015                                                               | Oita                                                                    | Giappone                                                                | 2 – 0                                                                   | Tunisia                                                                 | Amichevole                                                              | -                                                                       | 84’                                                                     |
| 31-3-2015                                                               | Chōfu                                                                   | Giappone                                                                | 5 – 1                                                                   | Uzbekistan                                                              | Amichevole                                                              | -                                                                       | 46’                                                                     |
| 16-1-2015                                                               | Brisbane                                                                | Iraq                                                                    | 0 – 1                                                                   | Giappone                                                                | Coppa d'Asia 2015 - 1º turno                                            | -                                                                       | 63’ 90+3’                                                               |
| 23-3-2017                                                               | Al Ain                                                                  | Emirati Arabi Uniti                                                     | 0 – 2                                                                   | Giappone                                                                | Qual. Mondiali 2018                                                     | 1                                                                       |                                                                         |
| 7-6-2017                                                                | Tokyo                                                                   | Giappone                                                                | 1 – 1                                                                   | Siria                                                                   | Amichevole                                                              | 1                                                                       | 63’                                                                     |
| 13-6-2017                                                               | Teheran                                                                 | Iraq                                                                    | 1 – 1                                                                   | Giappone                                                                | Qual. Mondiali 2018                                                     | -                                                                       | 62’                                                                     |
| 9-12-2017                                                               | Chōfu                                                                   | Giappone                                                                | 1 – 0                                                                   | Corea del Nord                                                          | Coppa dell'Asia orientale 2017                                          | -                                                                       |                                                                         |
| 12-12-2017                                                              | Chōfu                                                                   | Giappone                                                                | 2 – 1                                                                   | Cina                                                                    | Coppa dell'Asia orientale 2017                                          | -                                                                       |                                                                         |
| 16-12-2017                                                              | Chōfu                                                                   | Giappone                                                                | 1 – 4                                                                   | Corea del Sud                                                           | Coppa dell'Asia orientale 2017                                          | -                                                                       |                                                                         |
| Totale                                                                  |                                                                         | Presenze (13º posto)                                                    | 93                                                                      |                                                                         | Reti                                                                    | 4                                                                       |                                                                         |

| Cronologia completa delle presenze e delle reti in nazionale ― Giappone Olimpica | Cronologia completa delle presenze e delle reti in nazionale ― Giappone Olimpica | Cronologia completa delle presenze e delle reti in nazionale ― Giappone Olimpica | Cronologia completa delle presenze e delle reti in nazionale ― Giappone Olimpica | Cronologia completa delle presenze e delle reti in nazionale ― Giappone Olimpica | Cronologia completa delle presenze e delle reti in nazionale ― Giappone Olimpica | Cronologia completa delle presenze e delle reti in nazionale ― Giappone Olimpica | Cronologia completa delle presenze e delle reti in nazionale ― Giappone Olimpica |
| Data                                                                             | Città                                                                            | In casa                                                                          | Risultato                                                                        | Ospiti                                                                           | Competizione                                                                     | Reti                                                                             | Note                                                                             |
| -------------------------------------------------------------------------------- | -------------------------------------------------------------------------------- | -------------------------------------------------------------------------------- | -------------------------------------------------------------------------------- | -------------------------------------------------------------------------------- | -------------------------------------------------------------------------------- | -------------------------------------------------------------------------------- | -------------------------------------------------------------------------------- |
| 12-8-2004                                                                        | Salonicco                                                                        | Paraguay                                                                         | 4 – 3                                                                            | Giappone                                                                         | Olimpiadi 2004 - 1º turno                                                        | -                                                                                |                                                                                  |
| 15-8-2004                                                                        | Volos                                                                            | Giappone                                                                         | 2 – 3                                                                            | Italia                                                                           | Olimpiadi 2004 - 1º turno                                                        | -                                                                                | 90+2’                                                                            |
| 18-8-2004                                                                        | Volos                                                                            | Giappone                                                                         | 1 – 0                                                                            | Ghana                                                                            | Olimpiadi 2004 - 1º turno                                                        | -                                                                                |                                                                                  |
| Totale                                                                           |                                                                                  | Presenze                                                                         | 3                                                                                |                                                                                  | Reti                                                                             | 0                                                                                |                                                                                  |

## Palmarès

### Club

#### Competizioni nazionali
- Coppa J. League: 3

FC Tokyo: 2004, 2009
Gamba Osaka: 2014
- J2 League: 3

FC Tokyo: 2011
Gamba Osaka: 2013
Júbilo Iwata: 2021
- Coppa dell'Imperatore: 3

FC Tokyo: 2011
Gamba Osaka: 2014, 2015
- Campionato giapponese: 1

Gamba Osaka: 2014
- Supercoppa del Giappone: 1

Gamba Osaka: 2015

#### Competizioni internazionali
- Coppa Suruga Bank: 1

FC Tokyo: 2010

### Nazionale
- Coppa d'Asia: 1

2011
- Kirin Cup: 3

2008, 2009, 2011

## Filmografia

### Cinema
- 2012 - Detective Conan: L'undicesimo attaccante - sé stesso (voce)